# Interpunktionszeichen
Der Begriff Interpunktionszeichen wird auf zweierlei Weise verstanden:
- Oft wird er als gleichbedeutend mit Satzzeichen aufgefasst. Dieser Verwendungsweise begegnet man bei Kürschner[1] ebenso wie im Duden.[2] Sie scheint die verbreitetere Version zu sein. In diesem Fall werden also auch die Interpunktionszeichen, die sich lediglich auf ein einzelnes Wort beziehen, einbezogen.
- Gelegentlich werden aber auch Satzzeichen systematisch von Wortzeichen unterschieden. Unter Wortzeichen fallen dann diejenigen, die nicht zur Gliederung eines Satzes dienen, sondern lediglich einzelne Wörter betreffen: Apostroph, Bindestrich, Trennungsstrich und Ergänzungsstrich oder der Punkt bei Abkürzungen („Dr.“). In diesem Fall ist Interpunktionszeichen als Oberbegriff für Wort- und Satzzeichen aufzufassen. Diese Unterscheidung findet man im linguistischen Nachschlagewerk Metzler Lexikon Sprache von Glück[3] unter dem Stichwort „Interpunktion“.